# Independent Spirit Award/Beste Nebendarstellerin

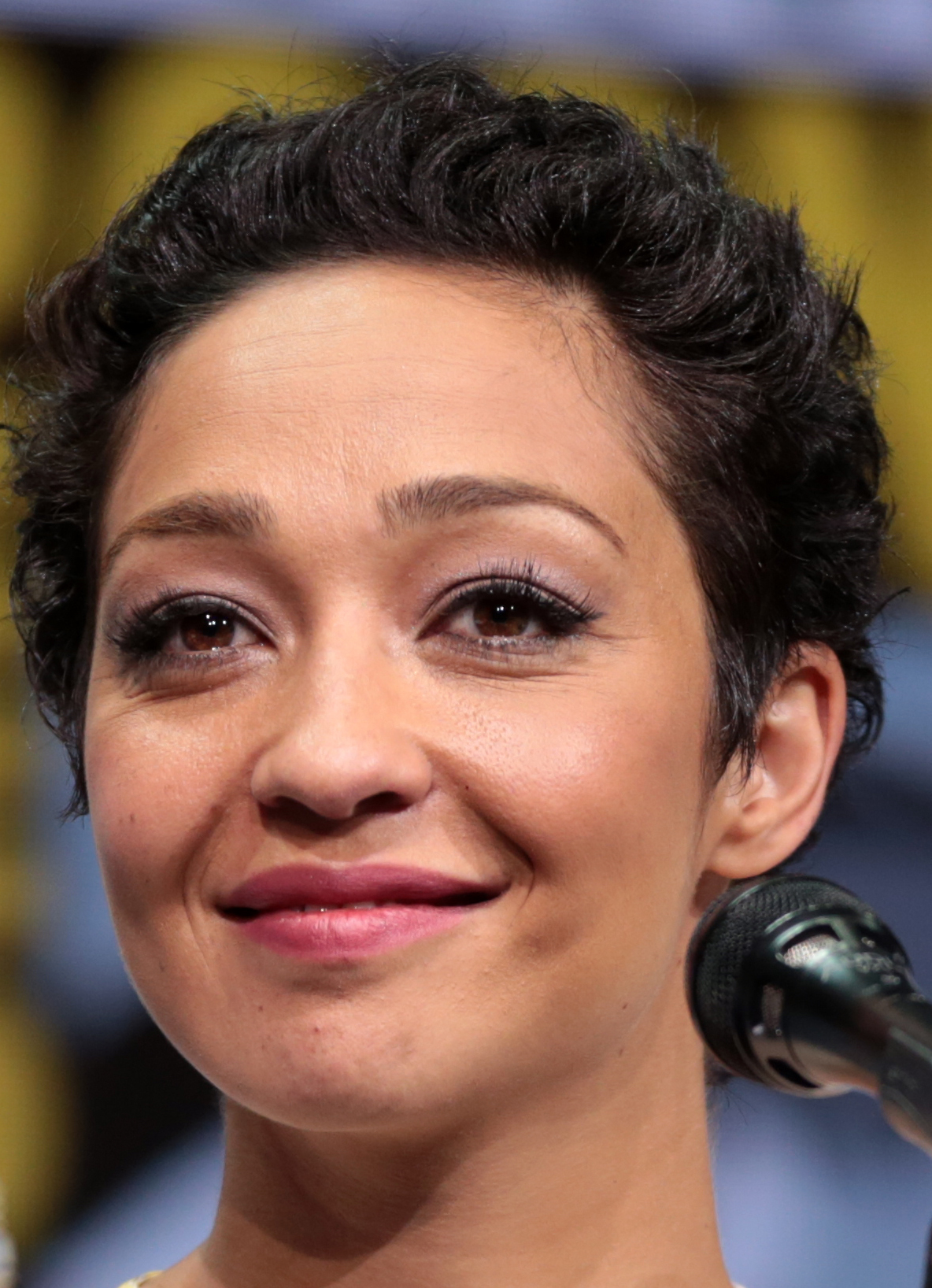
Letzte Preisträgerin 2022: Ruth Negga (Seitenwechsel)

Der Independent Spirit Award in der Kategorie Beste Nebendarstellerin (Best Supporting Female) wurde von 1988 bis 2022 verliehen. Damit ehrte die Organisation Film Independent die aus ihrer Sicht beste Schauspielerin des vergangenen Kinojahres in einer Nebenrolle. Im Jahr 2023 wurde die Kategorie durch den genderneutralen Preis für die Beste Nebenrolle ersetzt.
In den Jahren 1995, 2009, 2010, 2014, 2015, 2018, 2019 und 2021 stimmte die Preisträgerin mit der Oscar-Gewinnerin in der Kategorie Beste Nebendarstellerin überein.
| Statistik                          | Name              | Anzahl | Jahr              |
| Häufigste Nominierungen (* = Sieg) | Allison Janney    | 3      | 2006, 2011, 2018* |
| Häufigste Nominierungen ohne Sieg  | Jessica Chastain  | 2      | 2012, 2015        |
| Häufigste Nominierungen ohne Sieg  | Patricia Clarkson | 2      | 1999, 2004        |
| Häufigste Nominierungen ohne Sieg  | Rosemarie DeWitt  | 2      | 2009, 2013        |
| Häufigste Nominierungen ohne Sieg  | Marcia Gay Harden | 2      | 2001, 2007        |
| Häufigste Nominierungen ohne Sieg  | Amy Madigan       | 2      | 1989, 1998        |

## 1980er-Jahre
1988
Anjelica Huston – Die Toten (The Dead)
- Karen Allen – Die Glasmenagerie (The Glass Menagerie)
- Kathy Baker – Glitzernder Asphalt (Street Smart)
- Martha Plimpton – Shy People – Bedrohliches Schweigen (Shy People)
- Ann Sothern – Wale im August (The Whales of August)

1989
Rosanna DeSoto – Stand and Deliver
- Bonnie Bedelia – Der Prinz von Pennsylvania (The Prince of Pennsylvania)
- Debbie Harry – Hairspray
- Amy Madigan – Der Prinz von Pennsylvania (The Prince of Pennsylvania)
- Patti Yasutake – The Wash

## 1990er-Jahre
1990
Laura San Giacomo – Sex, Lügen und Video (Sex, Lies, and Videotape)
- Bridget Fonda – Shag – More Dancing (Shag)
- Heather Graham – Drugstore Cowboy
- Mare Winningham – Nacht der Entscheidung – Miracle Mile (Miracle Mile)
- Mary Woronov – Luxus, Sex und Lotterleben (Scenes from the Class Struggle in Beverly Hills)

1991
Sheryl Lee Ralph – Zorniger Schlaf (To Sleep with Anger)
- Tracy Arnold – Henry: Portrait of a Serial Killer
- Ethel Ayler – Zorniger Schlaf (To Sleep with Anger)
- Tisha Campbell-Martin – House Party
- A. J. Johnson – House Party

1992
Diane Ladd – Die Lust der schönen Rose (Rambling Rose)
- Sheila McCarthy – Eine unhimmlische Mission (Bright Angel)
- Deirdre O’Connell – Sein letztes Spiel (Pastime)
- Emma Thompson – Verliebt in Chopin (Impromptu)
- Mary B. Ward – Hangin’ Out – 4 Homeboys unterwegs (Hangin' with the Homeboys)

1993
Alfre Woodard – Passion Fish
- Brooke Adams – Gas Food Lodging - Verlorene Herzen (Gas Food Lodging)
- Sara Gilbert – Poison Ivy – Die tödliche Umarmung (Poison Ivy)
- Karen Sillas – Simple Men
- Danitra Vance – Manny und Dan – Leben und Sterben in der Bronx (Jumpin’ at the Boneyard)

1994
Lili Taylor – Ein ganz normales Wunder (Household Saints)
- Lara Flynn Boyle – Equinox
- Lucinda Jenney – American Heart – Die zweite Chance (American Heart)
- Ya-Lei Kuei – Das Hochzeitsbankett (喜宴, Hsi yen)
- Julianne Moore – Short Cuts

1995
Dianne Wiest – Bullets Over Broadway
- V. S. Brodie – Go Fish
- Carla Gallo – Spanking the Monkey
- Kelly Lynch – Aussichtslos (The Beans of Egypt, Maine)
- Brooke Smith – Vanja auf der 42. Straße (Vanya on 42nd Street)

1996
Mare Winningham – Georgia
- Jennifer Lopez – Meine Familie (My Family)
- Vanessa Redgrave – Little Odessa
- Chloë Sevigny – Kids
- Celia Weston – Dead Man Walking – Sein letzter Gang (Dead Man Walking)

1997
Elizabeth Peña – Lone Star
- Queen Latifah – Set It Off
- Mary Kay Place – Manny & Lo
- Lili Taylor – Girls Town
- Lily Tomlin – Flirting with Disaster – Ein Unheil kommt selten allein (Flirting with Disaster)

1998
Debbi Morgan – Eve’s Bayou
- Farrah Fawcett – Apostel! (The Apostle)
- Amy Madigan – Loved
- Miranda Richardson – Apostel! (The Apostle)
- Patricia Richardson – Ulee’s Gold

1999
Lynn Redgrave – Gods and Monsters
- Stockard Channing – Baby Blues
- Patricia Clarkson – High Art
- Lisa Kudrow – The Opposite of Sex – Das Gegenteil von Sex (The Opposite of Sex)
- Joely Richardson – Ein himmlischer Garten (Under Heaven)

## 2000er-Jahre
2000
Chloë Sevigny – Boys Don’t Cry
- Barbara Barrie – Judy Berlin
- Vanessa Martinez – Wenn der Nebel sich lichtet – Limbo (Limbo)
- Sarah Polley – Go – Das Leben beginnt erst um 3.00 Uhr (Go)
- Jean Smart – Guinevere

2001
Zhang Ziyi – Tiger & Dragon (臥虎藏龍; Wòhǔ Cánglóng)
- Pat Carroll – Songcatcher
- Jennifer Connelly – Requiem for a Dream
- Lupe Ontiveros – Chuck & Buck
- Marcia Gay Harden – Pollock

2002
Carrie-Anne Moss – Memento
- Davenia McFadden – Die Fremde
- Summer Phoenix – Inside a Skinhead (The Believer)
- Uma Thurman – Tape
- Tamara Tunie – The Caveman’s Valentine

2003
Emily Mortimer – Lovely & Amazing
- Viola Davis – Antwone Fisher
- Jacqueline Kim – Charlotte Sometimes
- Juliette Lewis – Hysterical Blindness
- Julianne Nicholson – Tully

2004
Shohreh Aghdashloo – Haus aus Sand und Nebel (House of Sand and Fog)
- Sarah Bolger – In America
- Patricia Clarkson – Pieces of April – Ein Tag mit April Burns (Pieces of April)
- Hope Davis – The Secret Lives of Dentists
- Frances McDormand – Laurel Canyon

2005
Virginia Madsen – Sideways
- Cate Blanchett – Coffee and Cigarettes
- Loretta Devine – Woman Thou Art Loosed
- Robin Simmons – Robbing Peter
- Yenny Paola Vega – Maria voll der Gnade (Maria Full of Grace)

2006
Amy Adams – Junikäfer (Junebug)
- Maggie Gyllenhaal – Happy Endings
- Allison Janney – Our Very Own
- Michelle Williams – Brokeback Mountain
- Robin Wright Penn – Nine Lives

2007
Frances McDormand – Freunde mit Geld (Friends with Money)
- Melonie Diaz – Kids – In den Straßen New Yorks (A Guide to Recognizing Your Saints)
- Marcia Gay Harden – American Gun
- Mary Beth Hurt – Dead Girl (The Dead Girl)
- Amber Tamblyn – Stephanie Daley

2008
Cate Blanchett – I’m Not There
- Anna Kendrick – Rocket Science
- Jennifer Jason Leigh – Margot und die Hochzeit (Margot at the Wedding)
- Tamara Podemski – Four Sheets to the Wind
- Marisa Tomei – Tödliche Entscheidung – Before the Devil Knows You’re Dead (Before the Devil Knows You’re Dead)

2009
Penélope Cruz – Vicky Cristina Barcelona
- Rosemarie DeWitt – Rachels Hochzeit (Rachel Getting Married)
- Rosie Perez – The Take – Rache ist das Einzige, was zählt (The Take)
- Misty Upham – Frozen River
- Debra Winger – Rachels Hochzeit (Rachel Getting Married)

## 2010er-Jahre
2010
Mo’Nique – Precious – Das Leben ist kostbar (Precious: Based on the Novel “Push” by Sapphire)
- Dina Korzun – Cold Souls
- Samantha Morton – The Messenger – Die letzte Nachricht (The Messenger)
- Natalie Press – 50 Dead Men Walking – Der Spitzel (Fifty Dead Men Walking)
- Mia Wasikowska – That Evening Sun

2011
Dale Dickey – Winter’s Bone
- Ashley Bell – Der letzte Exorzismus (The Last Exorcism)
- Allison Janney – Life During Wartime
- Daphne Rubin-Vega – Jack in Love (Jack Goes Boating)
- Naomi Watts – Mütter und Töchter (Mother and Child)

2012
Shailene Woodley – The Descendants – Familie und andere Angelegenheiten (The Descendants)
- Jessica Chastain – Take Shelter – Ein Sturm zieht auf (Take Shelter)
- Anjelica Huston – 50/50 – Freunde fürs (Über)Leben (50/50)
- Janet McTeer – Albert Nobbs
- Harmony Santana – Gun Hill Road

2013
Helen Hunt – The Sessions – Wenn Worte berühren (The Sessions)
- Rosemarie DeWitt – Your Sister’s Sister
- Ann Dowd – Compliance
- Brit Marling – Sound of My Voice
- Lorraine Toussaint – Middle of Nowhere

2014
Lupita Nyong’o – 12 Years a Slave
- Melonie Diaz – Nächster Halt: Fruitvale Station (Fruitvale Station)
- Sally Hawkins – Blue Jasmine
- Yolonda Ross – Go for Sisters
- June Squibb – Nebraska

2015
Patricia Arquette – Boyhood
- Jessica Chastain – A Most Violent Year
- Carmen Ejogo – Selma
- Emma Stone – Birdman oder (Die unverhoffte Macht der Ahnungslosigkeit) (Birdman or (The Unexpected Virtue of Ignorance))
- Andrea Suarez Paz – Stand Clear of the Closing Doors

2016
Mya Taylor – Tangerine L.A. (Tangerine)
- Robin Bartlett – H.
- Marin Ireland – Glass Chin
- Jennifer Jason Leigh – Anomalisa
- Cynthia Nixon – James White

2017
Molly Shannon – Other People
- Edwina Findley – Free In Deed
- Paulina García – Little Men
- Lily Gladstone – Certain Women
- Riley Keough – American Honey

2018
Allison Janney – I, Tonya
- Holly Hunter – The Big Sick
- Laurie Metcalf – Lady Bird
- Lois Smith – Marjorie Prime
- Taliah Webster – Good Time

2019
Regina King – If Beale Street Could Talk
- Tyne Daly – A Bread Factory
- Thomasin Harcourt McKenzie – Leave No Trace
- J. Smith-Cameron – Nancy
- Kayli Carter – Private Life

## 2020er-Jahre
2020
Zhao Shuzhen – The Farewell
- Jennifer Lopez – Hustlers
- Taylor Russell – Waves
- Lauren „Lolo“ Spencer – Give Me Liberty
- Octavia Spencer – Luce

2021
Yoon Yeo-jeong – Minari – Wo wir Wurzeln schlagen (Minari)
- Alexis Chikaeze – Miss Juneteenth
- Han Ye-ri – Minari – Wo wir Wurzeln schlagen (Minari)
- Valerie Mahaffey – French Exit
- Talia Ryder – Niemals Selten Manchmal Immer (Never Rarely Sometimes Always)

2022
Ruth Negga – Seitenwechsel (Passing)
- Jessie Buckley – Frau im Dunkeln (The Lost Daughter)
- Amy Forsyth – Die Novizin (The Novice)
- Revika Reustle – Pleasure
- Suzanna Son – Red Rocket